# Cement City
Cement City – wieś w Stanach Zjednoczonych, w stanie Michigan, w hrabstwie Jackson.